# Барабанова Марія Павлівна
Марія Павлівна Барабанова (21 жовтня (3 листопада) 1911 , Санкт-Петербург  — 7 березня 1993 або 16 березня 1993 , Москва ) — радянська і російська актриса театру і кіно. Народна артистка РРФСР (1991).

## Біографія

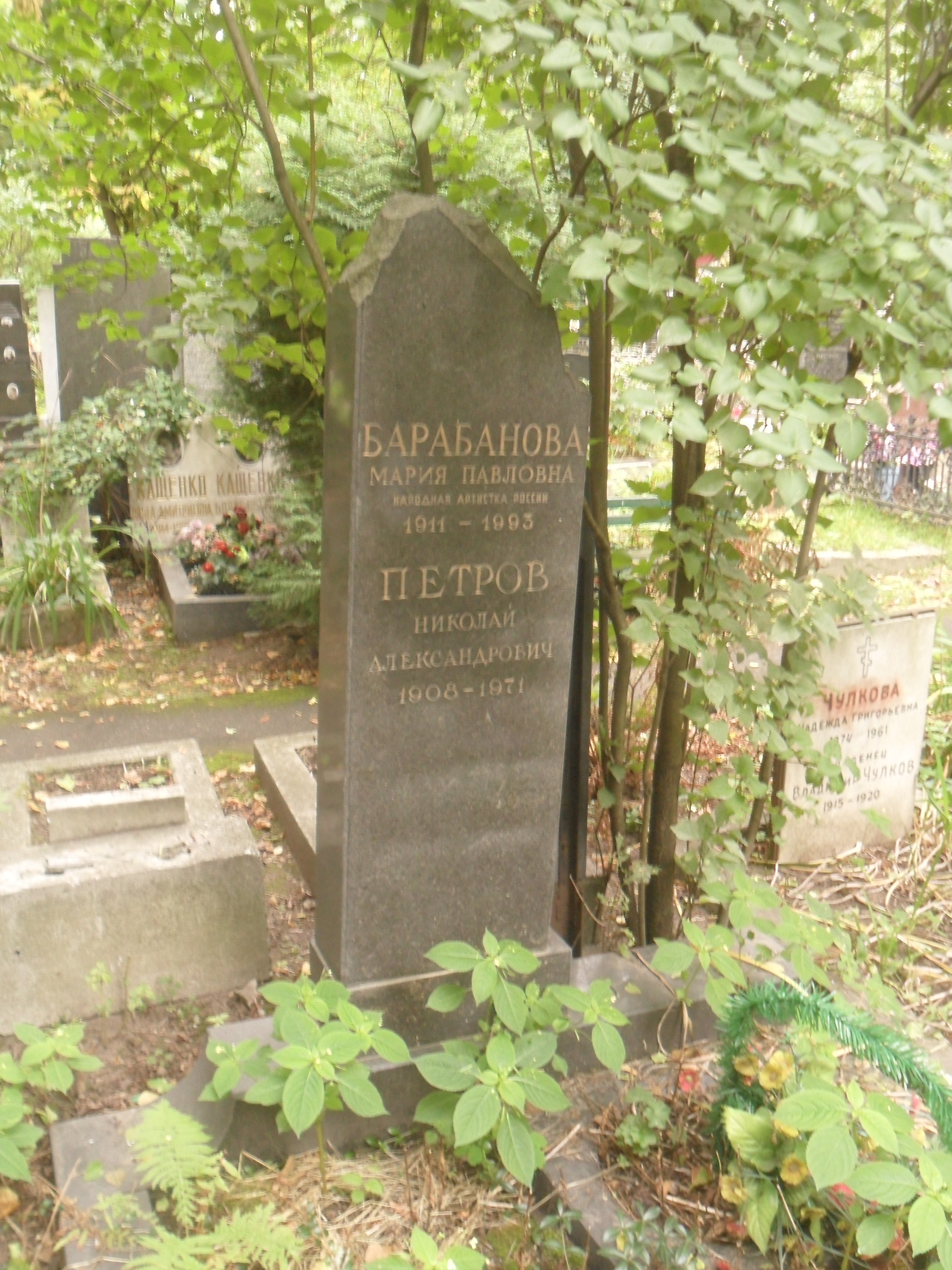
Могила Марії Барабанової на Новодівичому цвинтарі Москви.

Народилася 21 жовтня (3 листопада) 1911 року в Петрограді у робітничій сім'ї.
У 1927 році була прийнята актрисою Ленінградського театру Пролеткульту, потім перейшла до Ленінградського ТЮГу. Театральний технікум закінчила лише 1937 року. Після закінчення технікуму було прийнято в трупу Ленінградського театру комедії. Працювала в амплуа травести.
Знімалася у кіножурналі «Єралаш», а також низці радянських фільмів. Найбільш популярним фільмом за її участю є «Нові пригоди Кота в чоботях», де вона зіграла головну роль, потім вона брала участь у фільмі «Про Червону Шапочку», де вона виконала роль другої злої бабки, а також ряд інших робіт у кіно.
Закінчила Вищу партійну школу при ЦК КПРС, була парторгом ЦКДЮФ імені Максима Горького.
Померла 7 березня 1993 року у Москві. Похована на 4-й ділянці Новодівичого цвинтаря.

## Фільмографія

### Акторські роботи
- 1936 — Дівчина поспішає на побачення — поштова працівниця
- 1938 — Нова Москва — Оля
- 1939 — Василиса Прекрасна — Звонар
- 1939 — Лікар Калюжний — Євграф Тимофійович
- 1939 — Юність командирів — Маруся, однокласниця і найкраща подруга Тані
- 1940 — Галя — Нюрка
- 1940 — Аринка — секретарка заступника начальника дороги (у титрах не вказано)
- 1941 — Як посварився Іван Іванович з Іваном Никифоровичем — Оришка
- 1942 — Принц і жебрак — Том Кенті, принц Едуард
- 1943 — Ми з Уралу — Капа Хорькова
- 1947 — Російське питання — Мег
- 1957 — Нові пригоди Кота в чоботях — Кіт у чоботях
- 1964 — Все для вас — Барашкіна
- 1968 — Перехідний вік
- 1972 — Вашингтонський кореспондент — Жажа Тапор
- 1973 — З веселощами й відвагою — Олімпіада Василівна
- 1975 — Городяни — жінка в черзі («Жулик, в міліцію його треба!»)
- 1975 — Гамлет Щигрівського повіту
- 1975 — Фініст — Ясний Сокіл — Неніла, старенька-веселушка
- 1976 — Поки б'є годинник — Тітонька Пивний кухоль
- 1976 — Як Іванко-дурник по диво ходив — Баба-яга
- 1977 — Про Червону Шапочку — друга старенька
- 1979 — Пригоди маленького тата
- 1979 — Прийміть телеграму в борг — жінка з шафою
- 1979 — Соловей — Обер-супер-статс-гоф-лейб-камер-судомийна дама
- 1979 — Єралаш (випуск № 19, епізод «Тату, мама, я — дружна сім'я») — бабуся Васі
- 1980 — У матросів немає питань — перехожа
- 1980 — Уявний хворий — Стара акторка
- 1982 — Жінка у білому — Гувернантка
- 1982 — Культпохід до театру
- 1982 — Шкура віслюка — сліпа стара
- 1983 — Таємниця «Чорних дроздів» — місіс МакКензі
- 1983 — Цей негідник Сидоров
- 1985 — Змієлов — Субачай Мітрича
- 1985 — Після дощику в четвер — перша нянька
- 1986 — Поїздка до сина
- 1987 — Катруся — Ганечка
- 1987 — Казка про закоханого маляра — Баба Ягишна
- 1988 — Захисник Сєдов — прохачка
- 1988 — Раз, два — лихо не біда! — старенька
- 1990 — Аферисти — прихожанка
- 1990 — Сукині діти — мати Бусигіна
- 1991 — Полювання на сутенера
- 1992 — Ми їдемо в Америку

### Режисерські роботи
- 1964 — Все для вас

## Звання
- заслужена артистка Російської РФСР (1970)
- народна артистка Російської РФСР (1991)[3]